# Oldřich J. Blažíček
Oldřich Jakub Blažíček (* 8. November 1914 in Prag; † 28. Juni 1985 in München) war ein tschechischer Kunsthistoriker.

## Leben
Er war der Sohn der Maler Oldřich Blažíček (1887–1953). Nach dem Besuch des Gymnasiums in Prag bis 1932 studierte er ab 1933 Kunstgeschichte und Klassische Archäologie an der Karls-Universität in Prag und wurde 1938 bei Antonín Matějček promoviert. Während des Zweiten Weltkriegs war er Leiter der Bibliothek des Kunstgewerbemuseums in Prag. Von 1945 bis 1947 war er Assistent an der Karls-Universität in Prag. Er wurde dort 1947 habilitiert und lehrte als außerordentlicher Professor für Kunstgeschichte, bis er 1951 aus politischen Gründen gezwungen war, die Universität zu verlassen. Danach war er als Wissenschaftler bei der Nationalen Kulturkommission und von 1952 bis 1958 als Leiter der Abteilung für die Verwaltung staatlicher Denkmäler tätig, von 1958 bis 1965 als Leiter des Staatlichen Instituts für Denkmalpflege und Naturschutz. Von 1966 bis zu seinem Tod war er wissenschaftlicher Mitarbeiter an der Nationalgalerie in Prag. 
Sein Spezialgebiet war die Kunst des Barock in Böhmen.

## Veröffentlichungen (Auswahl)
- Barockkunst in Böhmen. Artia, Prag 1967.